# Жаксю
Жаксю́ (фр. Jaxu) — коммуна во Франции, находится в регионе Новая Аквитания. Департамент — Атлантические Пиренеи. Входит в состав кантона Монтань-Баск. Округ коммуны — Байонна.
Код INSEE коммуны — 64283.

## География

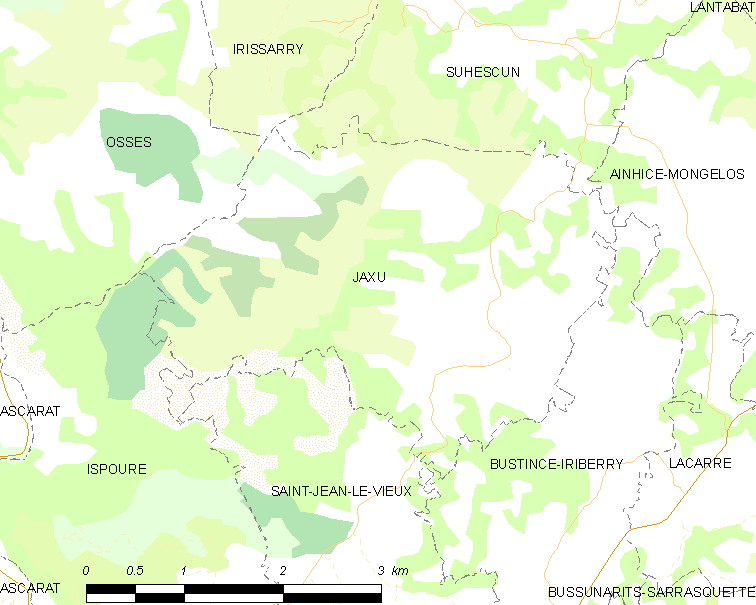
Карта коммуны

Коммуна расположена приблизительно в 690 км к юго-западу от Парижа, в 190 км южнее Бордо, в 70 км к западу от По.

### Климат
Климат тёплый океанический. Зима мягкая, средняя температура января — от +5°С до +13°С, температуры ниже −10 °C бывают редко. Снег выпадает около 15 дней в году с ноября по апрель. Максимальная температура летом порядка 20-30 °C, выше 35 °C бывает очень редко. Количество осадков высокое, порядка 1100 мм в год. Характерна безветренная погода, сильные ветры очень редки.

## Население
Население коммуны на 2010 год составляло 163 человека.
| 1962 | 1968 | 1975 | 1982 | 1990 | 1999 | 2010 |
| ---- | ---- | ---- | ---- | ---- | ---- | ---- |
| 230  | 200  | 187  | 181  | 179  | 165  | 163  |

## Администрация
| Период | Период | Фамилия            | Партия | Примечания |
| ------ | ------ | ------------------ | ------ | ---------- |
| 1995   | 2008   | Бернар Альдакурру  |        |            |
| 2008   | 2014   | Жан-Мишель Бидондо |        |            |
| 2014   | 2020   | Мишель Альдакурру  |        |            |

## Экономика
В 2010 году среди 117 человек трудоспособного возраста (15-64 лет) 97 были экономически активными, 20 — неактивными (показатель активности — 82,9 %, в 1999 году было 73,5 %). Из 97 активных жителей работали 95 человек (49 мужчин и 46 женщин), безработных было 2 (1 мужчина и 1 женщина). Среди 20 неактивных 1 человек был учеником или студентом, 13 — пенсионерами, 6 были неактивными по другим причинам.

## Фотогалерея

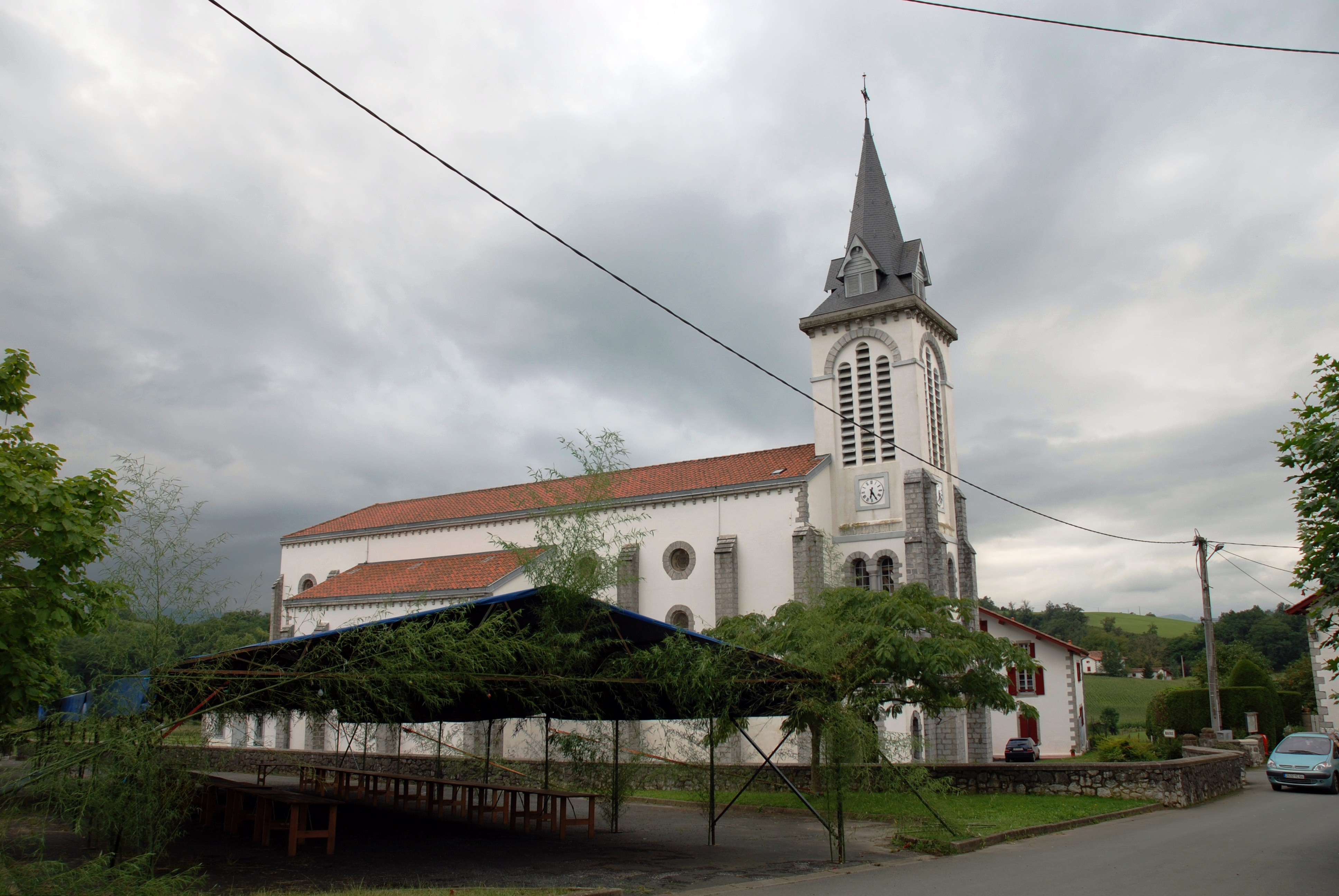
Церковь Св. Франциска Ксавье
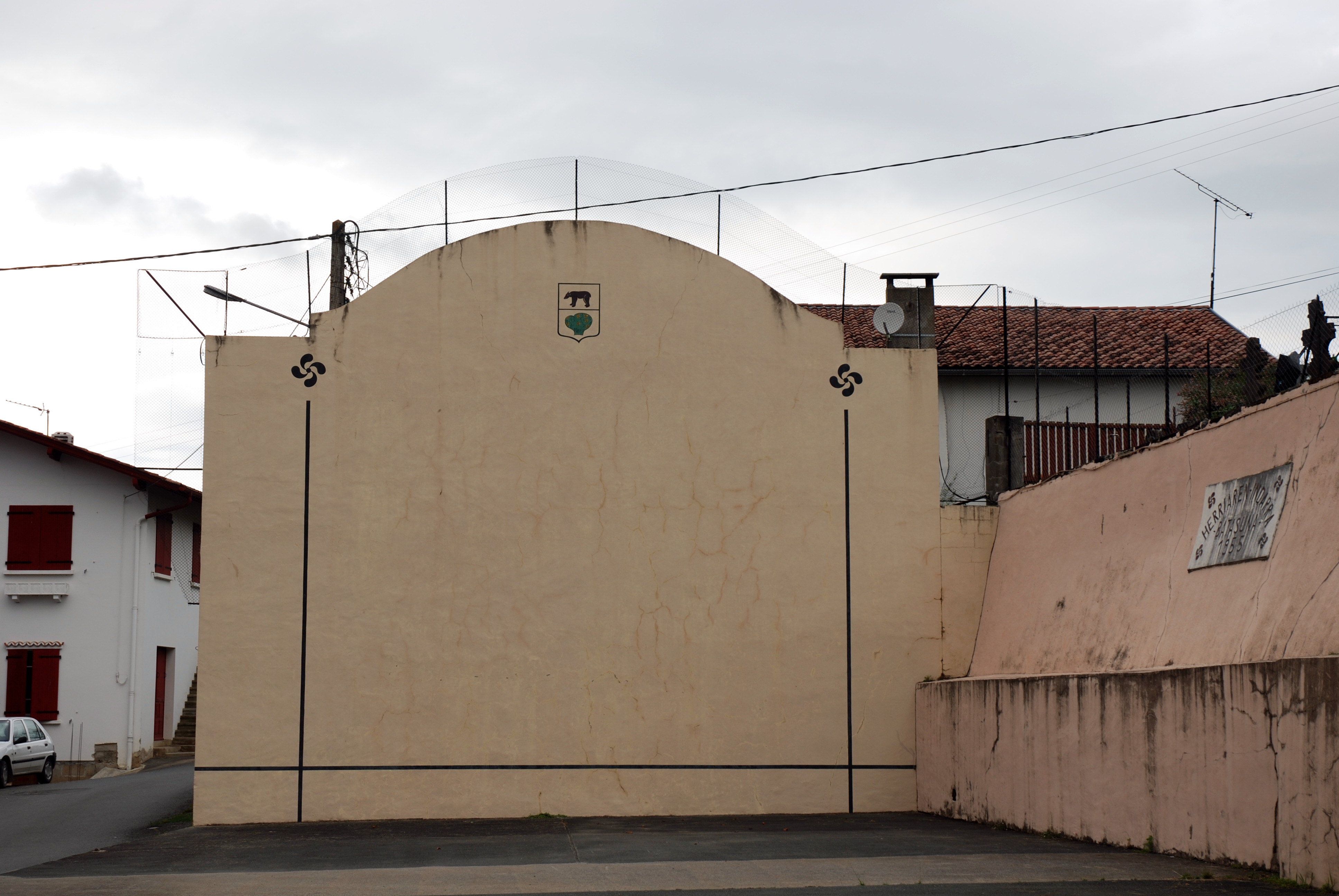
Фронтон (площадка для игры в пелоту)
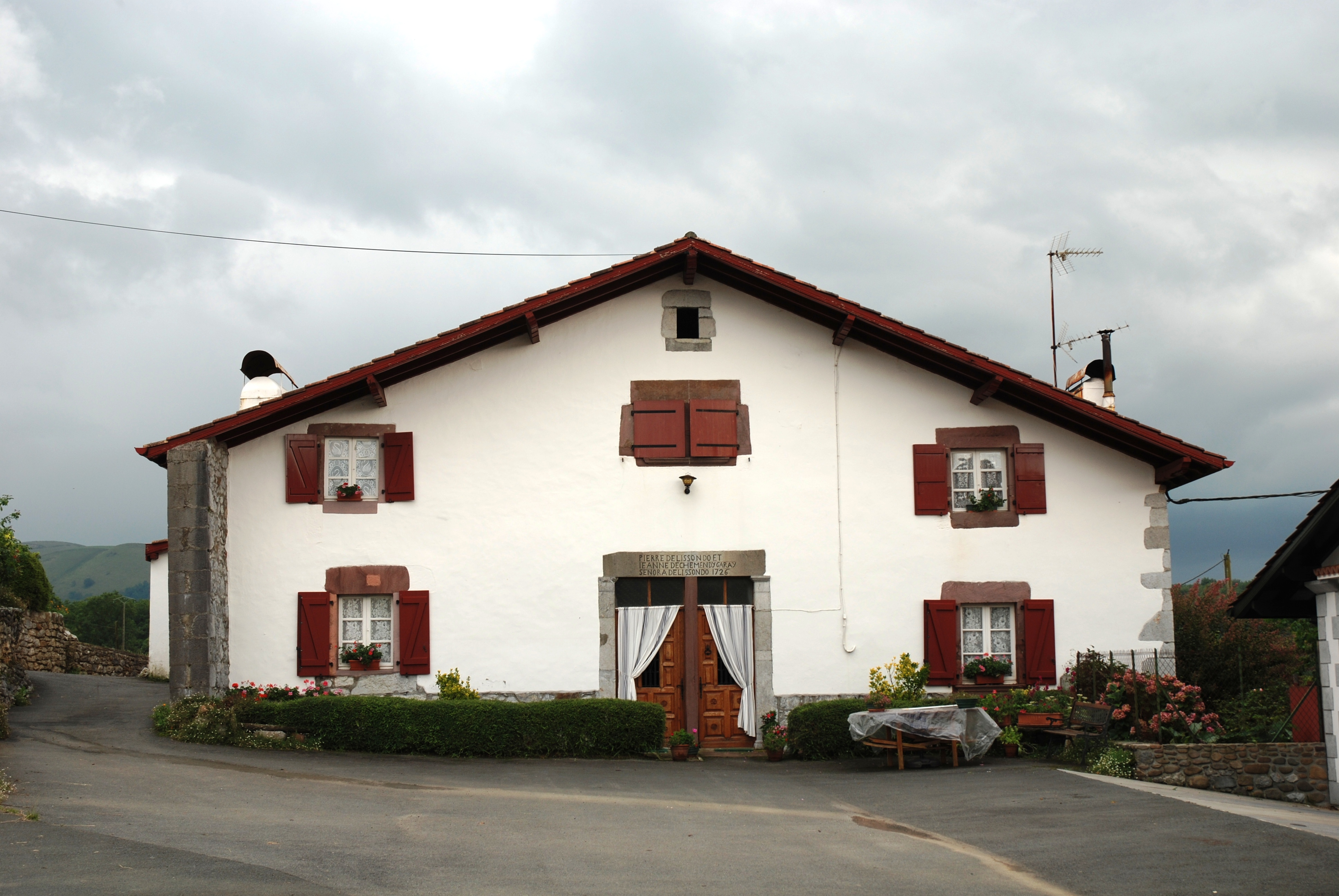
Типичный дом